# Bank Pocztowy
Bank Pocztowy — коммерческий банк Польши, основным акционером которого является Poczta Polska.

## История
Банк был основан в 1990 году в Быдгоще государственным предприятием Polska Poczta, Telegraf i Telefon, которое впоследствии было разделено на Poczta Polska и Telekomunikacja Polska. В 2004 году акционером банка стал PKO Bank Polski.

## Акционеры
Акционерами банка являются: Poczta Polska (75 % акций минус одна акция) и PKO BP (25 % акций плюс одна акция).

## Деятельность
Собственная сеть Bank Pocztowy состоит из 19 филиалов, 34 отделений и 20 микрофилиалов. Банковские услуги предоставляются в более чем 2 тыс. почтовых отделений.

## Слияние с PKO BP
Министр государственной казны Польши Миколай Будзановский 12 июля 2012 года сообщил в интервью журналистам о возможной покупке банком PKO BP банка Pocztowy. PKO BP ведёт переговоры с Poczta Polska о создании стратегического союза, предполагающего, во-первых, подписания долгосрочного соглашения о сотрудничестве в области продажи банковских продуктов в почтовых отделениях под маркой Bank Pocztowy, во-вторых, приобретение банком PKO BP за 240 млн злотых 75 % акций банка Pocztowy.